# Андоррський дінер
Андоррський дінер (кат. diner, ісп. dinero) — грошова одиниця Андорри, випускається тільки у вигляді колекційних монет. Складається зі 100 сантимів. Була прирівняна до 5 французьких франків. 
Випускається з 1977 року у формі пам'ятних золотих, срібних чи біметалевих монет. Найчастіше на монетах зображувався Карл Великий. 
Обмінний курс дінерів неформально становив 1 дінер за 100 песет (0,6 євро) або за 5 франків (0,75 євро). Дінер не має ніякого офіційного обігу і не є платіжним засобом.